# Palace Green Library
Die Palace Green Library ist eine von Fürstbischof (1660) John Cosin gegründete Bibliothek in Durham in Nordengland. Die Gebäude des Green Pallace, Durham Castle mit der Bibliothek und Durham Cathedral wurden 2008 Weltkulturerbe.
Im Jahr 1669 begründete John Cosin (1595–1672) die Bibliothek. 1832 entstand die University of Durham, die 1833 die Bibliothek übernahm. Im Verlauf der Zeit erhielt die Bibliothek zahlreiche weitere bedeutende Büchersammlungen geschenkt. Seit 2013 wird hier das Lindisfarne Gospels gezeigt.

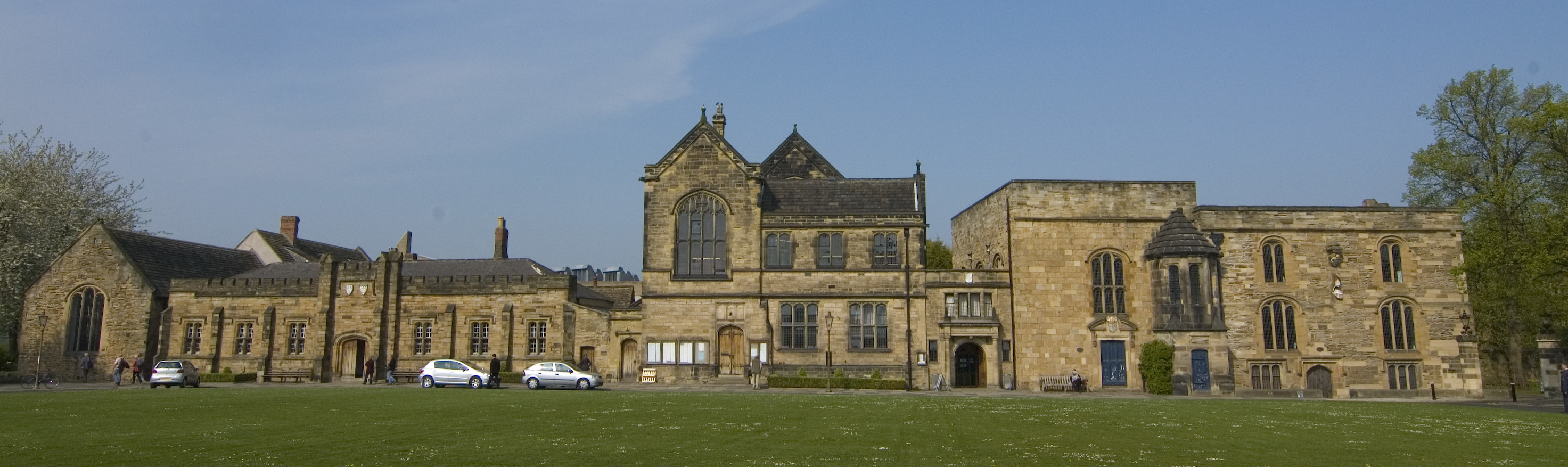
Palace Green Library

## Weblink
- Webseite Green Palace Bibliothek